# Tuvalu A-Division
Tuvalu A-Divisionlà giải đấu hàng đầu của Tuvalu được thành lập từ năm 2001,để phục vụ cho đội tuyển quốc gia từ việc phát hiện những cầu thủ trẻ và tài năng của quốc gia này.
Hiện nay giải gồm đấu có 8 đội lên và xuống hạng tại giải Tuvalu B-Division.Tám câu lạc bộ trong 9 quần đảo tại Tuvalu đại diện thi đấu tại giải,Niulakita là hòn đảo duy nhất không có đội bóng.Các trận đấu được diễn ra tại sân Tuvalu Sports Ground bởi vì các đội bóng không có sân riêng cho câu lạc bộ của mình.

## Câu lạc bộ (2014)

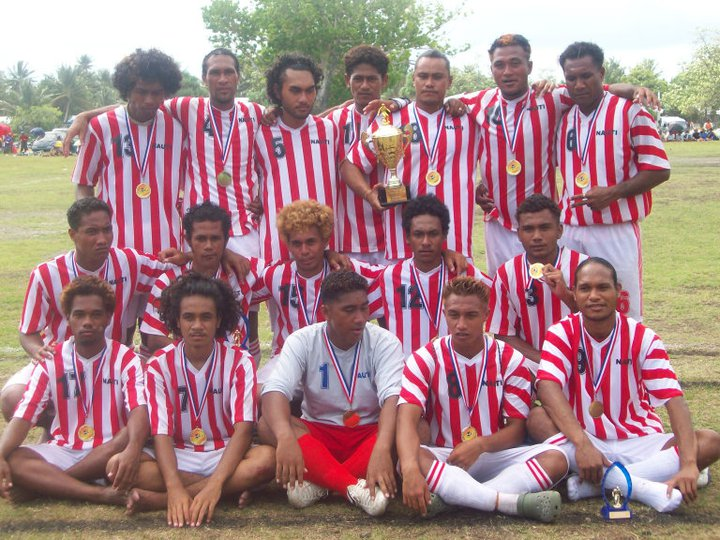
Câu lạc bộ Nauti vô địch 9 năm liên tiếp tại giải.

| Clb              | Đảo        |
| ---------------- | ---------- |
| Lakena United A  | Nanumea    |
| Manu Laeva A     | Nukulaelae |
| Ha'apai United A | Nanumanga  |
| Nauti A          | Funafuti   |
| Tamanuku A       | Nukufetau  |
| Tofaga A         | Vaitupu    |
| Nui A            | Nui        |
| Niutao A         | Niutao     |

## Danh sách đội vô địch
| năm  | Đội vô địch   | Đảo        |
| ---- | ------------- | ---------- |
| 2001 | FC Niutao     | Niutao     |
| 2002 | FC Niutao     | Niutao     |
| 2003 | FC Niutao     | Niutao     |
| 2004 | Lakena United | Nanumea    |
| 2005 | Nauti FC      | Funafuti   |
| 2006 | Lakena United | Nanumea    |
| 2007 | Nauti FC      | Funafuti   |
| 2008 | Nauti FC      | Funafuti   |
| 2009 | Nauti FC      | Funafuti   |
| 2010 | Nauti FC      | Funafuti   |
| 2011 | Nauti FC      | Funafuti   |
| 2012 | Nauti FC      | Funafuti   |
| 2013 | Nauti FC      | Funafuti   |
| 2014 | Nauti FC      | Funafuti   |
| 2015 | Nauti FC      | Funafuti   |
| 2016 | Nauti FC      | Funafuti   |
| 2017 | FC Manu Leave | Nukulaelae |